# Comuna Luna, Cluj
Luna (în maghiară Aranyoslóna község) este o comună în județul Cluj, Transilvania, România, formată din satele Gligorești, Luna (reședința) și Luncani.

## Date geografice
Localitatea este situată în zona de contact a Câmpiei Turzii cu Colinele Ludușului, pe cursul inferior al râului Arieș.
Pe teritoriul acestei localități se găsesc izvoare sărate.

## Demografie
Componența etnică a comunei Luna
     Români (86,42%)
     Maghiari (6,21%)
     Alte etnii (0,99%)
     Necunoscută (6,38%)
Componența confesională a comunei Luna
     Ortodocși (82,19%)
     Reformați (5,87%)
     Penticostali (2,74%)
     Alte religii (2,36%)
     Necunoscută (6,84%)
Conform recensământului efectuat în 2021, populația comunei Luna se ridică la 4.750 de locuitori, în creștere față de recensământul anterior din 2011, când fuseseră înregistrați 4.268 de locuitori. Majoritatea locuitorilor sunt români (86,42%), cu o minoritate de maghiari (6,21%), iar pentru 6,38% nu se cunoaște apartenența etnică. Din punct de vedere confesional, majoritatea locuitorilor sunt ortodocși (82,19%), cu minorități de reformați (5,87%) și penticostali (2,74%), iar pentru 6,84% nu se cunoaște apartenența confesională.

## Politică și administrație
Comuna Luna este administrată de un primar și un consiliu local compus din 13 consilieri. Primarul, Aurel Giurgiu[*], de la Partidul Național Liberal, este în funcție din 2016. Începând cu alegerile locale din 2024, consiliul local are următoarea componență pe partide politice:
|  | Partid                          | Consilieri | Componența Consiliului | Componența Consiliului | Componența Consiliului |
|  | ------------------------------- | ---------- | ---------------------- | ---------------------- | ---------------------- |
|  | Partidul Social Democrat        | 3          |                        |                        |                        |
|  | Partidul Național Liberal       | 3          |                        |                        |                        |
|  | Uniunea Salvați România         | 2          |                        |                        |                        |
|  | Alianța pentru Unirea Românilor | 2          |                        |                        |                        |
|  | Partidul Mișcarea Populară      | 1          |                        |                        |                        |
|  | Rupa Ștefan                     | 1          |                        |                        |                        |
|  | Miștar Ioan                     | 1          |                        |                        |                        |

### Evoluție istorică
De-a lungul timpului populația comunei a evoluat astfel:
Luna, Cluj - evoluția demografică

|  | Graficele sunt indisponibile din cauza unor probleme tehnice. Mai multe informații se găsesc la Phabricator și la wiki-ul MediaWiki. |

Date: Recensăminte sau birourile de statistică - grafică realizată de Wikipedia

## Istoric
Luna a fost un sat românesc din secolul al XV-lea , aparținând domeniului latifundiar al familiei nobiliare din localitatea învecinată Luncani.

## Date economice
- Fermă de creștere a vitelor.
- Culturi de cereale.
- Haltă de cale ferată.

## Lăcașuri de cult
- Biserica Reformată din Luncani, cu arhitectură gotică timpurie (1290-1299).
- Biserica Ortodoxă cu hramul "Sf. Arhangheli Mihail și Gavriil" din secolul al XVII-lea.

## Obiective turistice
- Conacul Kemény (1815). În acest conac a trăit și activat scriitorul maghiar Miklós Jósika (1794-1865)
- Monumentul Eroilor
- Coasta Lunii (sit de importanță comunitară inclus în rețeaua ecologică europeană Natura 2000 în România)

## Vezi și
- Castelul Kemény-Bánffy din Luncani
- Biserica Sfinții Arhangheli Mihail și Gavriil din Luncani
- Confluența Mureș cu Arieș (sit de importanță comunitară)

## Imagini

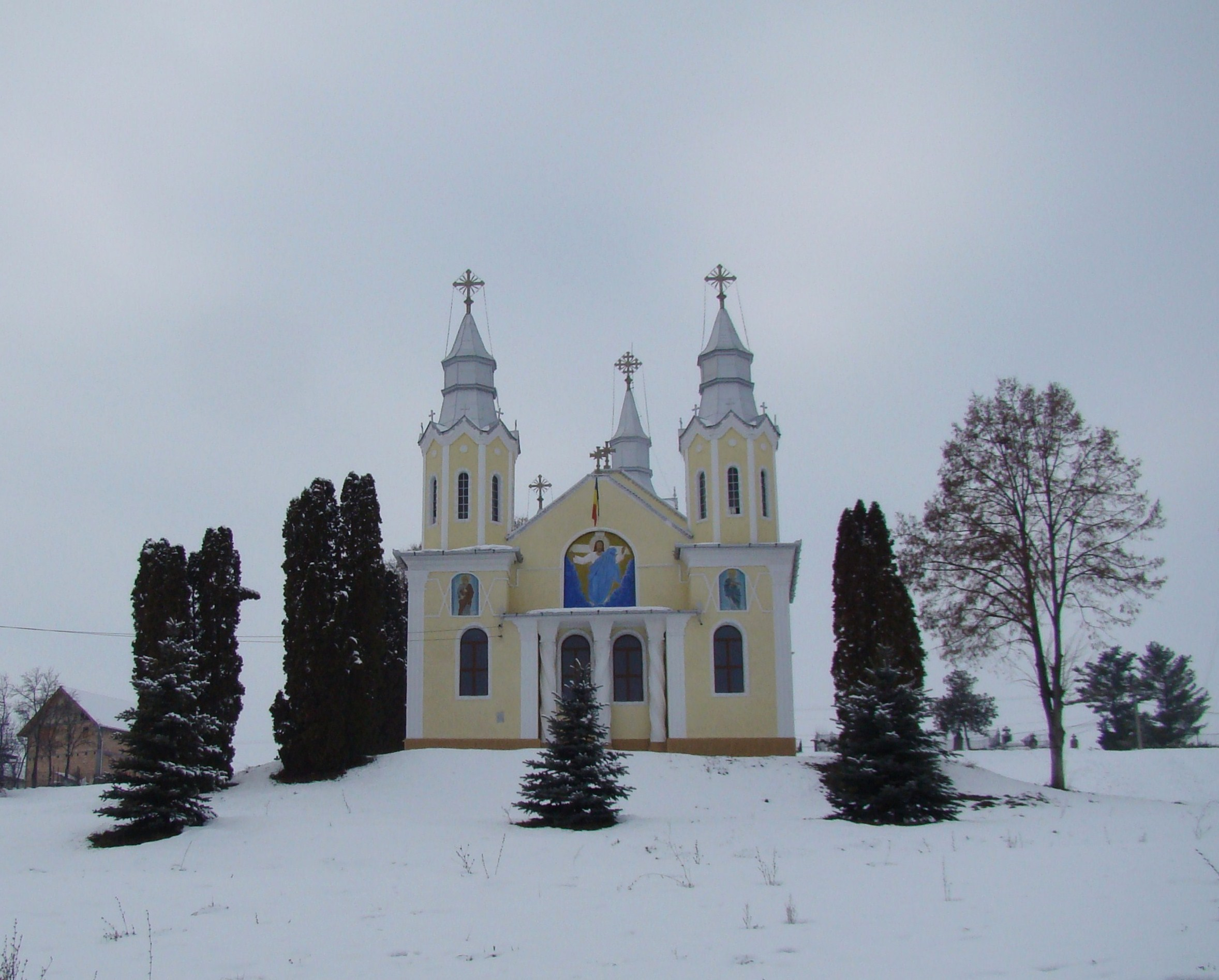
Biserica „Sfântul Mare Mucenic Gheorghe” din Luna
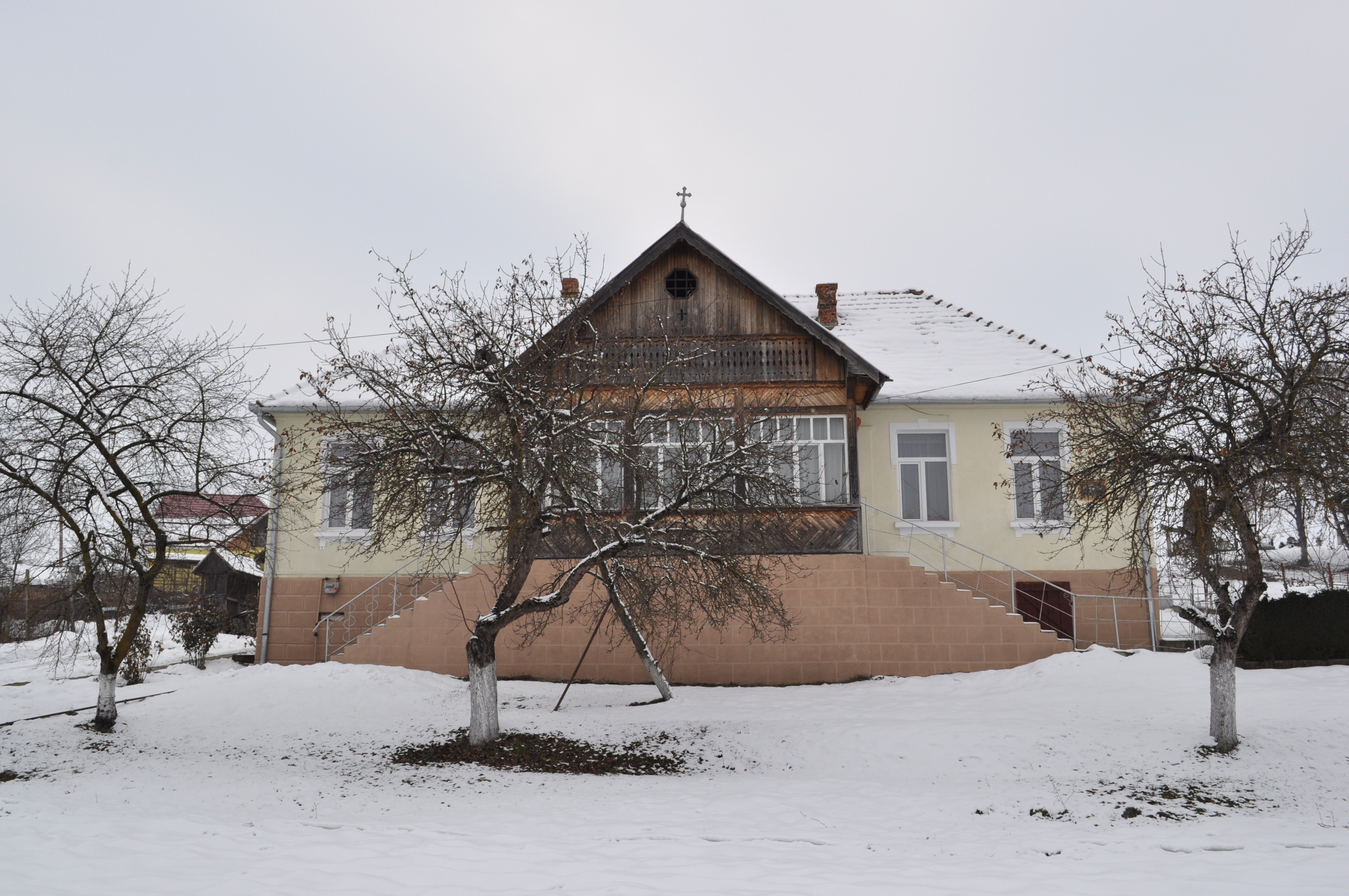
Casa parohială
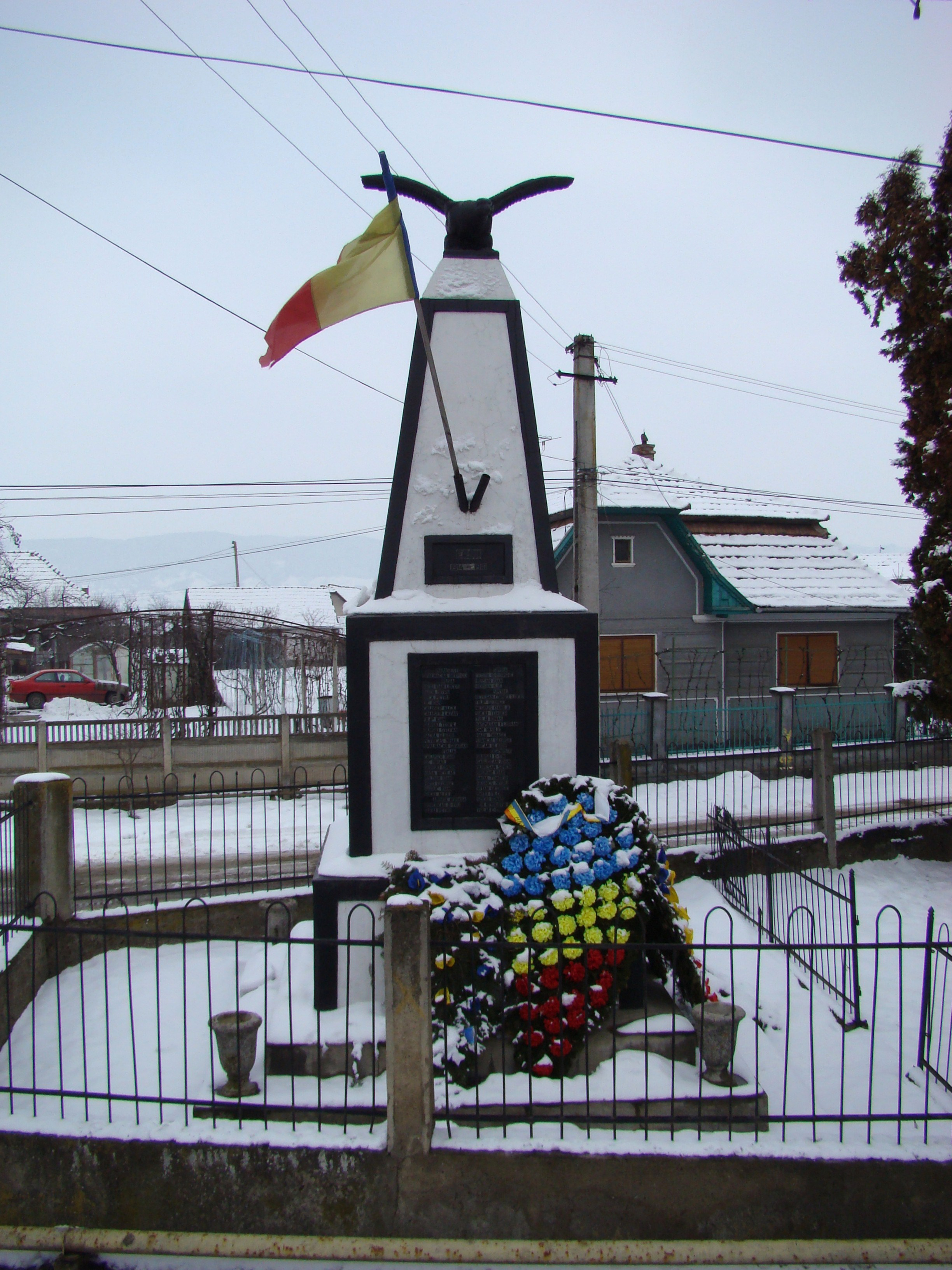
Monumentul Eroilor
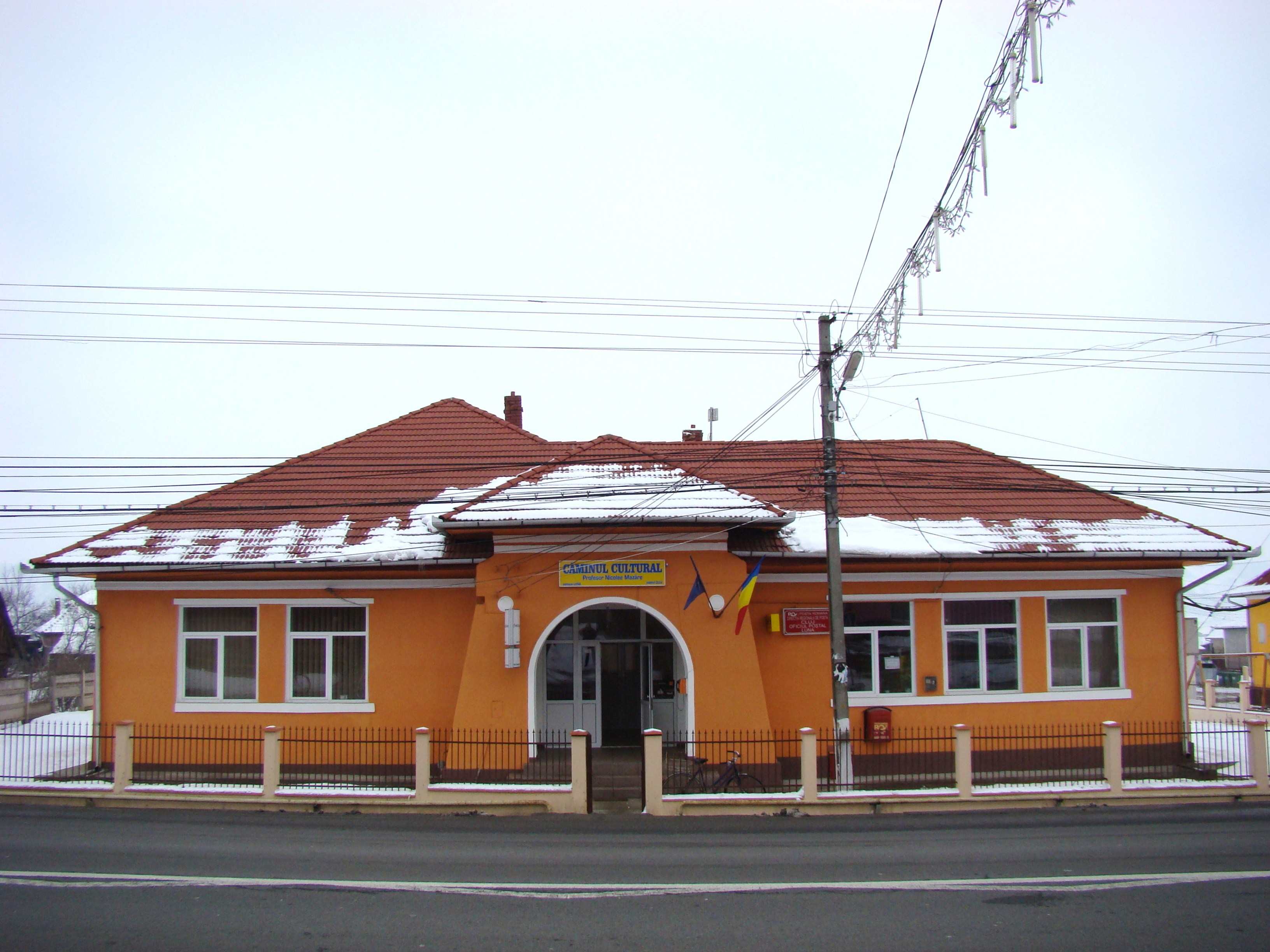
Căminul cultural
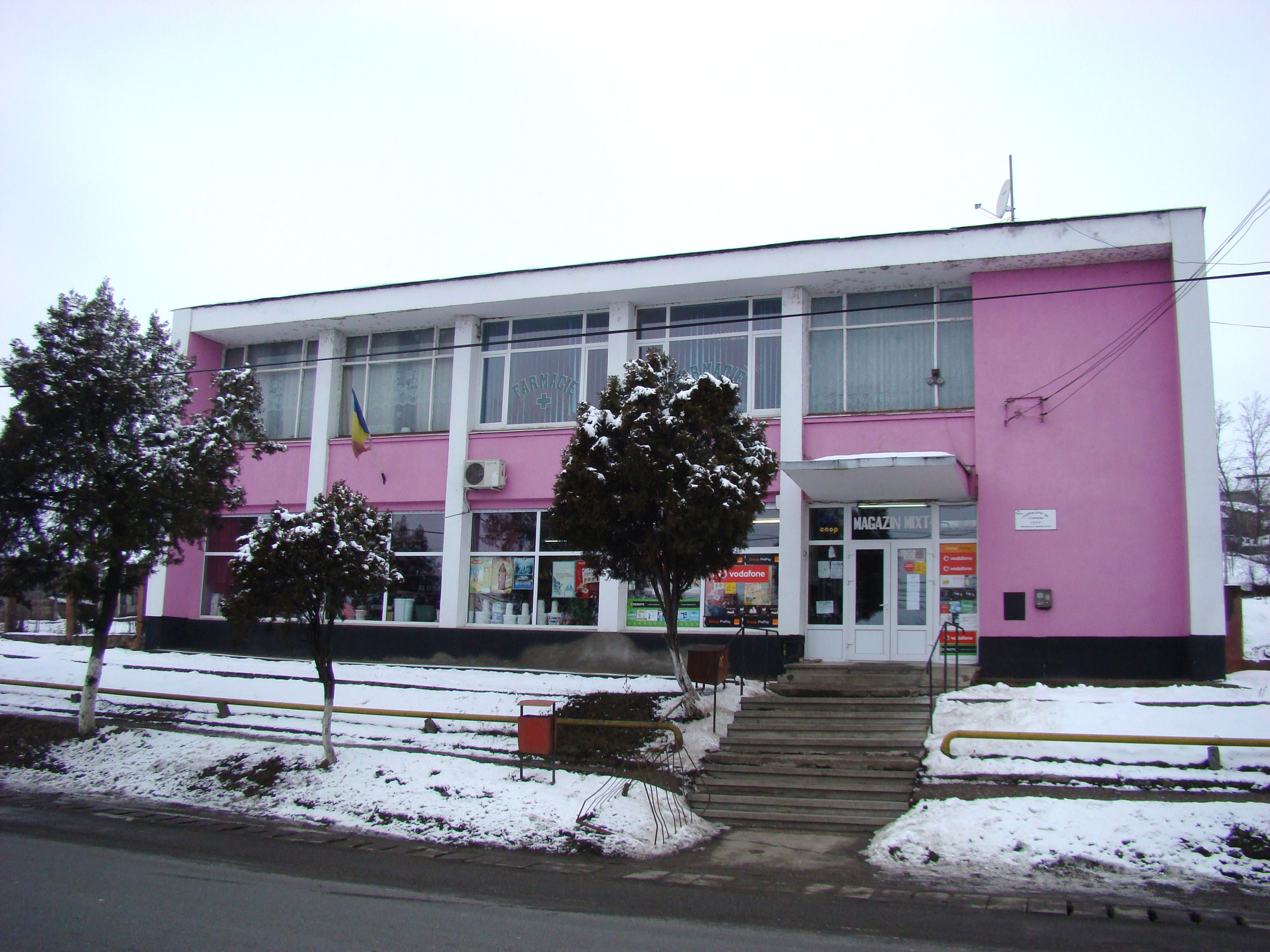
Complex comercial
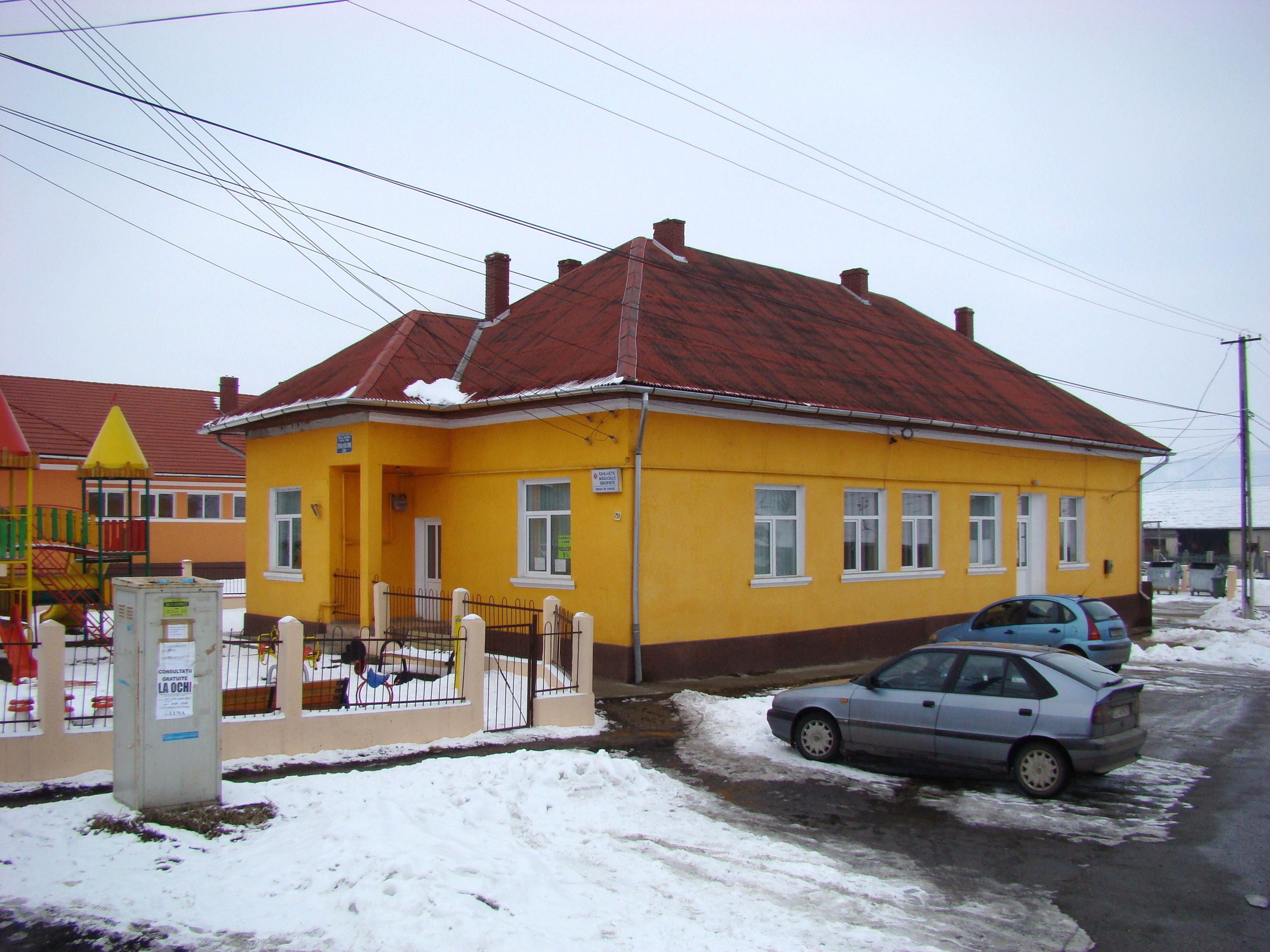
Dispensarul medical
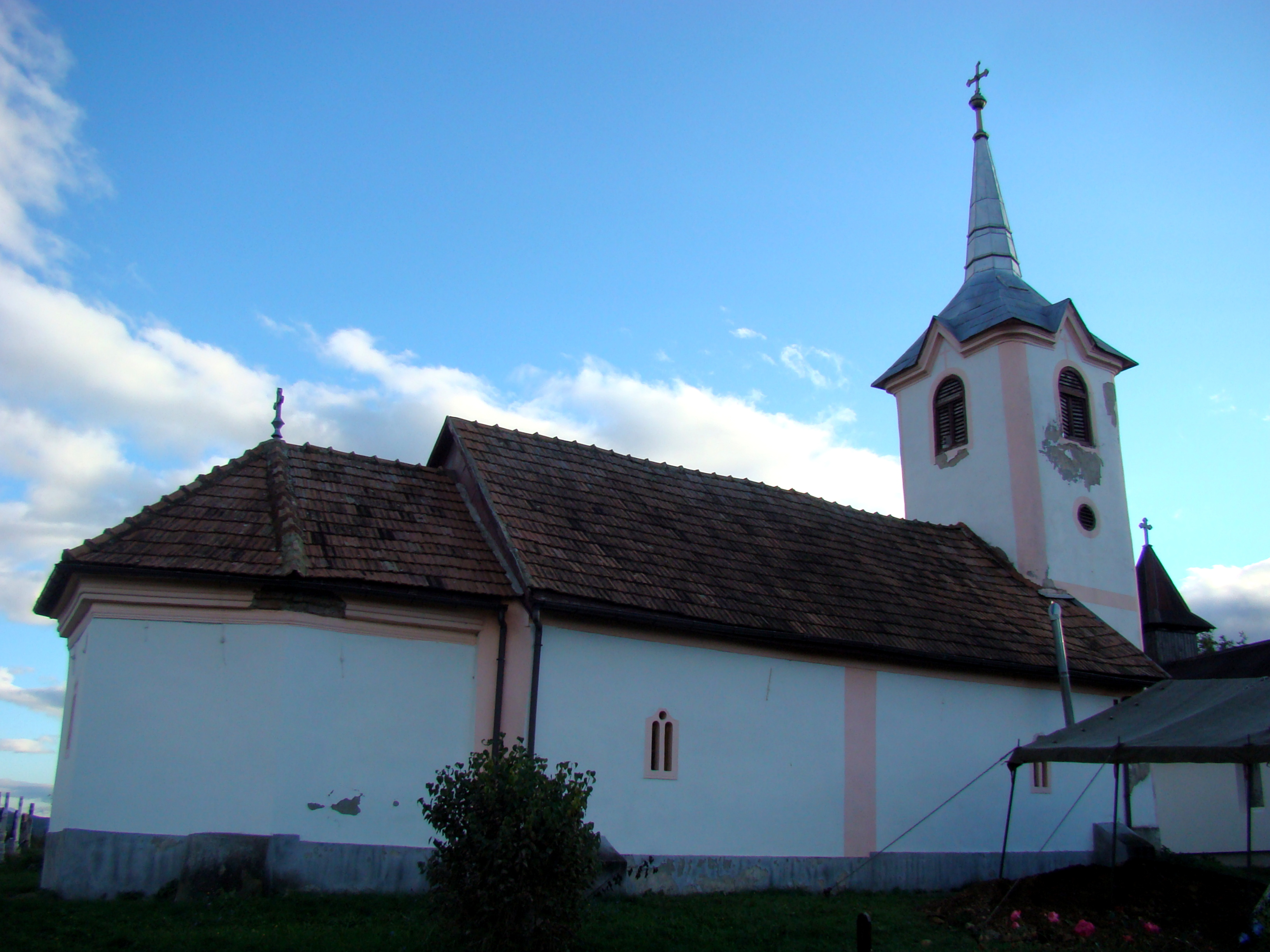
Biserica Sfinții Arhangheli din Luncani (monument istoric)
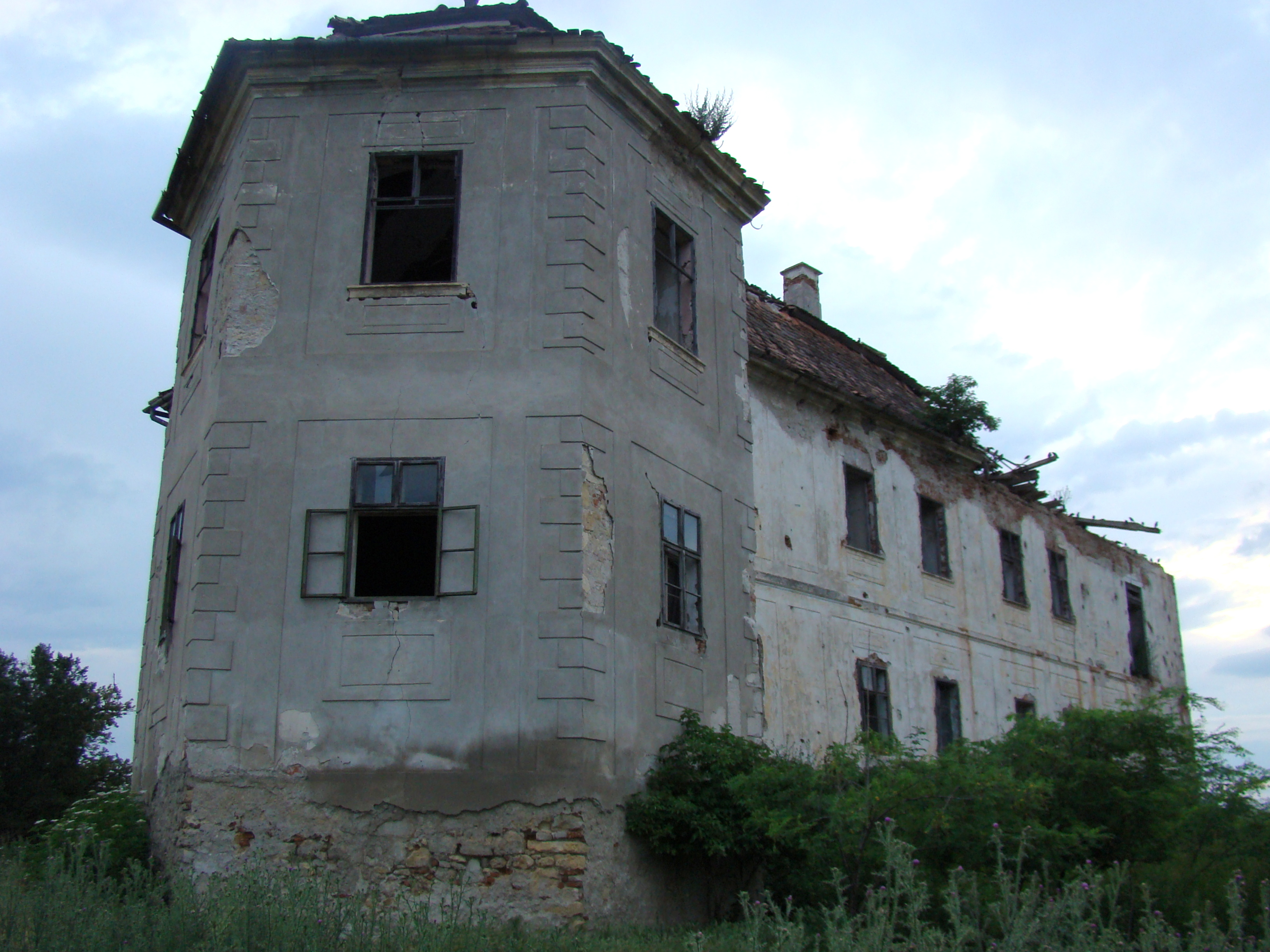
Castelul Kemény-Bánffy din Luncani (monument istoric)
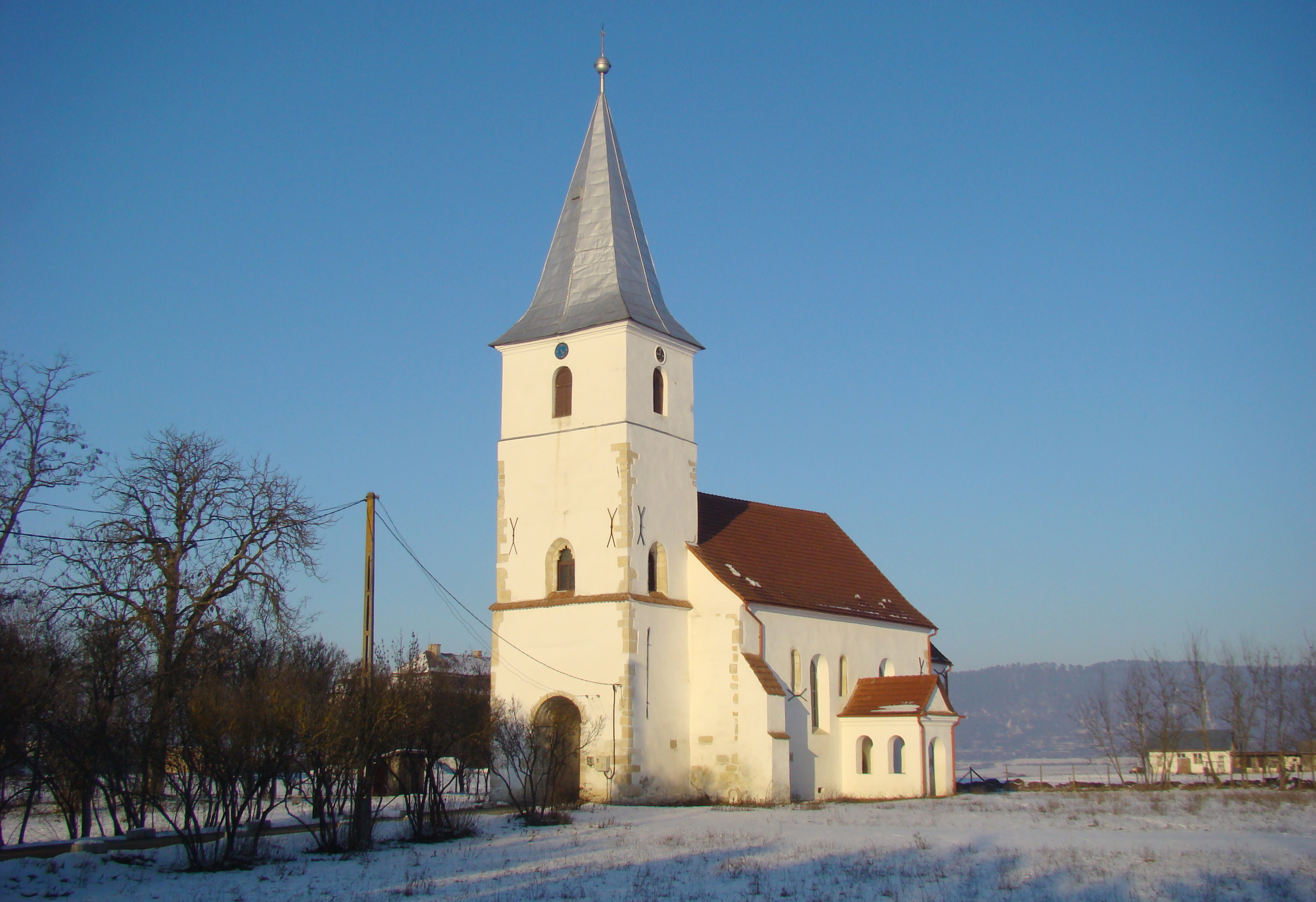
Biserica Reformată-Calvină din Luncani (monument istoric)
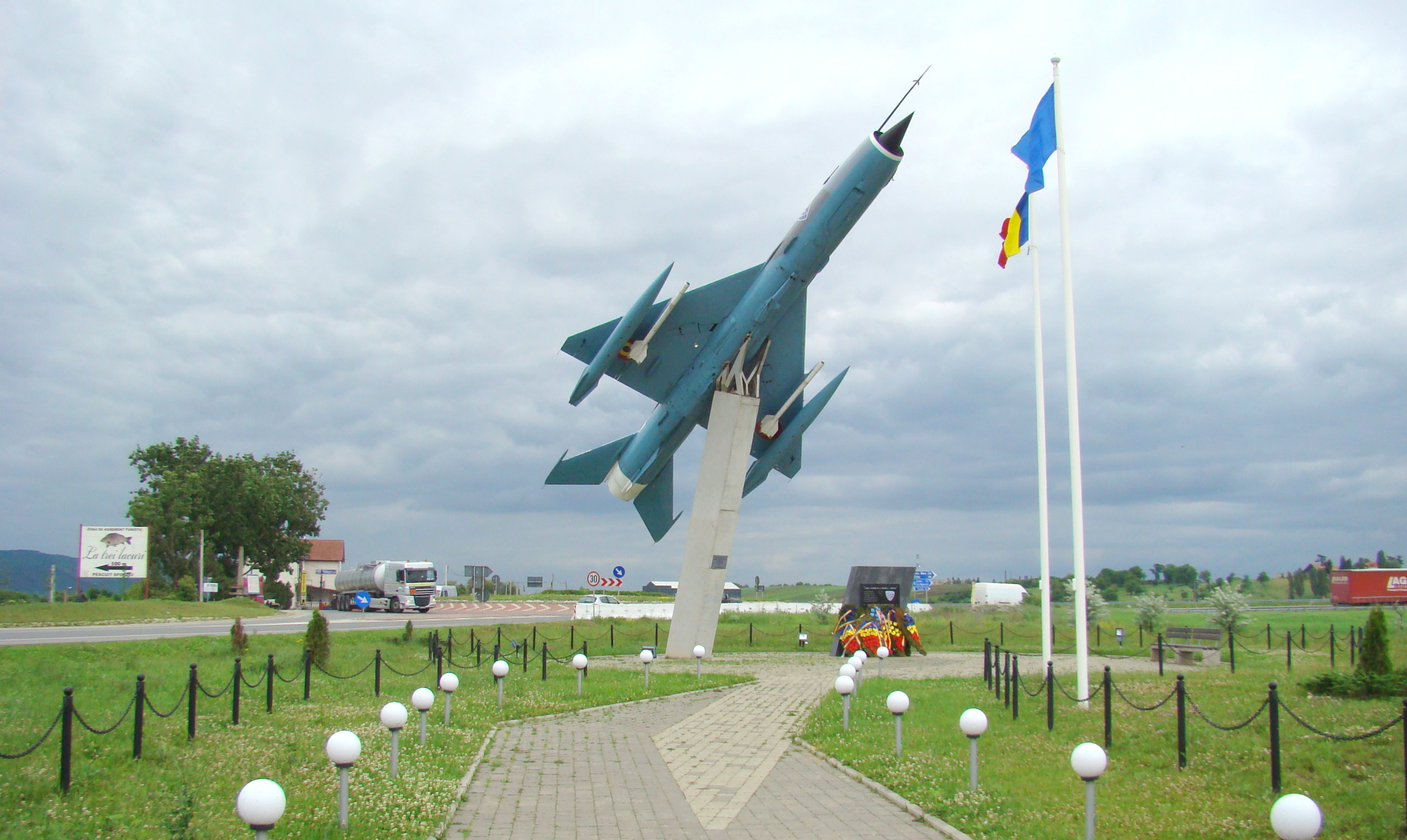
Monumentul eroilor aviatori de la Flotila 71 Aeriană
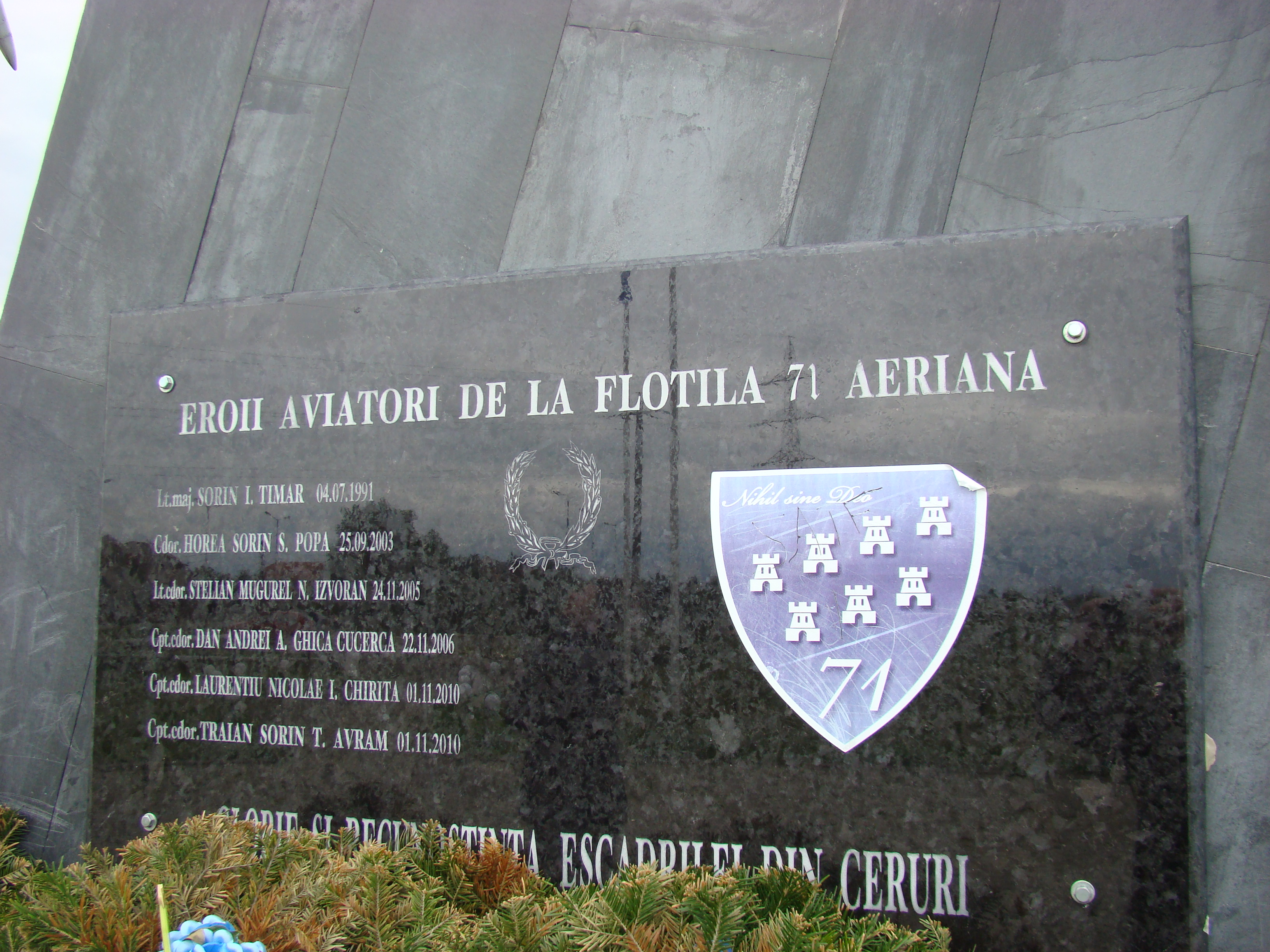
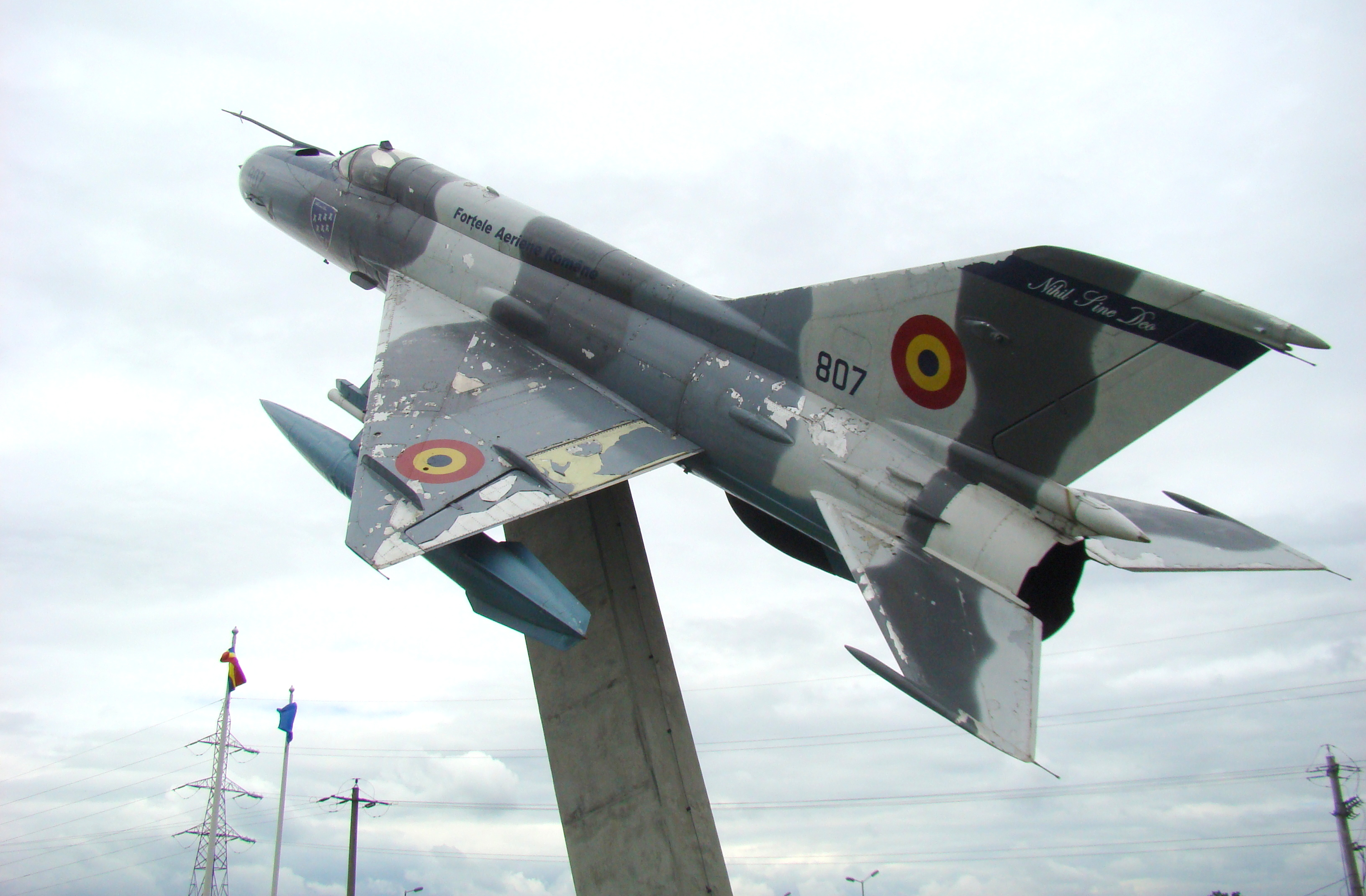
Monumentul eroilor aviatori de la Flotila 71 Aeriană